# دوقية أمالفي
دوقية أمالفي (بالإيطالية: Ducato di Amalfi)‏ أو جمهورية أمالفي (بالإيطالية: Repubblica di Amalfi)‏ كانت دولة مستقلة بحكم الأمر الواقع في مدينة أمالفي الإيطالية الجنوبية خلال القرنين العاشر والحادي عشر. كانت المدينة وأراضيها في الأصل جزءًا من دوقية نابولي التي يحكمها حاكم بيزنطي ولكنها نزعت نفسها من التبعية البيزنطية وانتخبت دوقها لأول مرة في عام 958. ازدهرت المدينة لتصبح قوة اقتصادية ومركزًا تجاريًا هيمن تجاره على التجارة المتوسطية والإيطالية لقرن من الزمان قبل أن تتجاوزها وتحل محلها الجمهوريات البحرية الأخرى في الشمال مثل بيزا والبندقية وجنوى. في 1073 فقدت أمالفي استقلالها وسقطت بيد النورمان وفشلت محاولتا تمرد منفصلتين في تحريرها.